# Sam Lerner
Samuel Bryce "Sam" Lerner (nascido em 27 de setembro de 1992) é um ator americano que é mais conhecido por seu papel recorrente como Geoff Schwartz em The Goldbergs, e seu papel como Quinn Goldberg produzido por Michael Bay, Project Almanac.

## Carreira
Lerner apareceu no filme Envy, como o filho dos personagens de Ben Stiller e Rachel Weisz, e interpretou os personagens de Wendy Malick e Sam Robards no piloto da ABC-TV My Life With Men, e o filho dos personagens de John Leguizamo e Claire Forlani em uma direção sem título de Brett Ratner piloto para a CBS-TV. Lerner dublou um dos protagonistas, Chowder, no filme de animação computadorizada Monster House (2006). Ele foi indicado ao prêmio Annie de Melhor Atuação por Voz em um longa-metragem animado por seu papel.
Ele apareceu nos programas de televisão Malcolm in the Middle, The King of Queens, Dois Homens e Meio, Oliver Beene e Sonny With a Chance, e teve um papel recorrente no programa Cartoon Network, Whatever Happened to Robot Jones?. Ele fez trabalho de voz para Zak Saturday, um personagem do programa Cartoon Network The Secret Saturdays.
Em 16 de outubro de 2017, Lerner foi escalado para o filme de suspense sobrenatural da Blumhouse, Truth or Dare. O filme foi lançado nos cinemas em 13 de abril de 2018.

## Vida pessoal
Lerner nasceu em Riverside, Califórnia, filho de Patti (née Klein), repórter, e Ken Lerner, ator. Seu tio é o ator Michael Lerner.

## Filmografia
| Ano  | Título          | Papel          | Notas                                                          |
| ---- | --------------- | -------------- | -------------------------------------------------------------- |
| 2006 | Monster House   | Chowder        | Nomeado – Prêmio Annie de atuação em voz em uma longa-metragem |
| 2010 | Seventeen       | Aiden          | Filme curto                                                    |
| 2012 | Nobody Walks    | Avi            |                                                                |
| 2015 | Project Almanac | Quinn Goldberg |                                                                |
| 2016 | Mono            | Ivan Gregory   |                                                                |
| 2017 | Fun Mom Dinner  | Alex           |                                                                |
| 2017 | Walk of Fame    | Rowe           |                                                                |
| 2018 | Truth or Dare   | Ronnie         |                                                                |
| 2018 | Liked           | Binger         | Em pós-produção                                                |

### Televisão
| Ano           | Título                                   | Papel                     | Notas                   |
| ------------- | ---------------------------------------- | ------------------------- | ----------------------- |
| 2003          | Malcolm in the Middle                    | Andrew                    |                         |
| 2003          | My Life with Men                         | Marty                     | Piloto não vendido;     |
| 2003          | Two and a Half Men                       | Andrew                    | 1 episódio              |
| 2004          | Oliver Beene                             | The Kid                   | 1 episódio              |
| 2004          | The King of Queens                       | Donny                     | 1 episódio              |
| 2005          | Untitled David Diamond / David Weissman' | Jackson                   | Piloto não vendido;     |
| 2007          | Las Vegas                                | Hershel Lipshutz          | 1 episódio              |
| 2008–2010     | The Secret Saturdays                     | Zak Saturday / Zak Monday | 30 episódios            |
| 2010          | Sonny With a Chance                      | Dinka                     | 1 episódio              |
| 2010          | Rizzoli & Isles                          | Quinn                     | 1 episódi               |
| 2011          | NCIS                                     | Nathan Tobias             | 1 episódio              |
| 2011          | Harry's Law                              | Zach Elwood               | 1 episódio              |
| 2011–2014     | Suburgatory                              | Evan                      | 13 episódios            |
| 2012          | Happily Divorced                         | Production Assistant      | 1 episódio              |
| 2012          | Like Father                              | Mike                      | Piloto não vendido;     |
| 2014–presente | The Goldbergs                            | Geoff Schwartz            | 32 episódios            |
| 2015          | Lethal Seduction                         | Walter                    | Filme de televisão      |
| 2017          | Workaholics                              | Michael                   | Episódio: "Party Gawds" |
| 2018–present  | Trolls: The Beat Goes On!                | King Gristle              |                         |